# Caradrina sogdiana
Caradrina sogdiana là một loài bướm đêm trong họ Noctuidae.